# بن آقاجانیان
بن آقاجانیان (انگلیسی: Benjamin James "The nameless Wonder" Agajanian; زاده ۲۸ اوت ۱۹۱۹ – درگذشته ۸ فوریهٔ ۲۰۱۸) بازیکن فوتبال آمریکایی ارمنی‌تبار اهل ایالات متحده آمریکا بود. از باشگاه‌هایی که در آن بازی کرده‌است می‌توان به گرین بی پکرز، نیویورک جاینتز، فیلادلفیا ایگلز، پیتسبرگ استیلرز، لس آنجلس چارجرز، و لس آنجلس رمز اشاره کرد. آقاجانیان در کالیفرنیا در سن ۹۸ سالگی درگذشت.